# Holló Lajos
Holló Lajos (Kiskunfélegyháza, 1859. augusztus 24. – Budapest, Ferencváros, 1918. június 14.) magyar újságíró, politikus, Holló László (1887–1976) festőművész nagybátyja.

## Családja, pályafutása
Holló Gáspár és Mallár Franciska fia. Kiskunfélegyházán végezte alap- és középfokú tanulmányait, majd jogra a Budapesti Tudományegyetemre járt, ahol az egyetemi olvasókör elnöke is volt. Diplomája megszerzése után szülővárosában ügyvédi irodát nyitott. Megindította a Félegyházi Hírlapot, s azt 1887-ig szerkesztette. Ez évben választották meg függetlenségi programmal képviselővé. 1889-ben külföldi tanulmányútra ment, s hosszabb ideig tartózkodott Európa különböző országaiban, hogy a helyi közigazgatást vizsgálja. 1892-ben ismét megválasztották országgyűlési képviselőnek, s ugyanekkor a közigazgatási bizottságnak is tagja lett. 1893-ban megalapította a Magyarország című politikai napilapot, főszerkesztője, s tulajdonosa volt. A függetlenségi párton belül Justh Gyula úgynevezett „bankcsoportjához” tartozott, mely Kossuth Ferenccel szemben foglalt állás a bankkérdésben, s az ő javaslata is nyomatékkal járult hozzá Kossuth Ferenc lemondásához. 1914-ben visszalépett a főszerkesztői állástól.

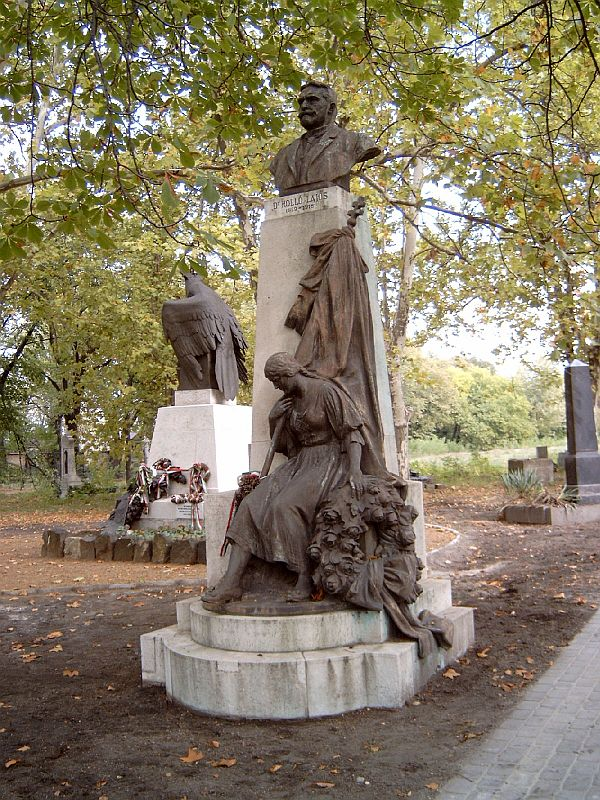
Sírja a Fiumei úti sírkertben: 17/1-1-60. Istók János alkotása.

Felesége Iszer Sarolta volt.

## Díjai, elismerései
1906. május 6-án Kiskunfélegyháza díszpolgárává avatták.

## Művei
- A közigazgatás rendezése a megyékben, városokban és községekben. A kormány javaslatának és a bizottság több megállapodásainak bírálatával. Budapest 1891.

## Emlékezete
- Budapesten és Kiskunfélegyházán utca viseli a nevét. (A kiskunfélegyházi Dr. Holló Lajos utca sok térképen tévesen útként szerepel.)
- Holló Lajos bronz síremléke a Fiumei úti sírkertben áll, Istók János szobrászművész alkotása.
- Kiskunfélegyházán tiszteletére mellszobrot lepleztek le. [halott link]